# Wallace (Kansas)
Pour les articles homonymes, voir Wallace.
Wallace est une ville américaine située dans le comté de Wallace, au Kansas. Selon le recensement de 2020, sa population est de 41 habitants.